# Liste de phytovirus
Liste de phytovirus (virus s'attaquant aux organismes végétaux) classé par familles et par genres.
La taxinomie des virus phytopathogènes (virus de plantes) est fondée, comme pour toutes les familles et genres de virus, sur des  critères de différenciation taxinomiques essentiels qui sont la présence ou l'absence d'une enveloppe virale, la symétrie de la capside (structure qui entoure le génome) et la nature du génome. L'acide nucléique qui constitue le génome présent dans le virion, peut être constitué d'ARN (RNA, la très grande majorité) ou d'ADN (DNA), dont la forme peut être linéaire ou circulaire, segmentée ou non segmentée ; la structure de l'acide nucléique peut être monocaténaire (à simple brin, ss) ou bicaténaire (à double brin, ds). Selon la polarité de l'acide nucléique à simple brin, on distingue des génomes à polarité négative ss(-), positive ss(+) et ambisens ss(-/+) . 
Chez certains virus de plantes, lors de la propagation par une transcriptase inverse (RT), l'ARN est transcrit en ADN.
La plupart des familles énumérées ci-dessous ne comprennent que des virus affectant les plantes, seules quatre familles (et huit genres) : Reoviridae (Fijivirus, Oryzavirus, Phytoreovirus), Rhabdoviridae (Cytorhabdovirus, Nucleorhabdovirus, Tenuivirus), Tymoviridae (Marafivirus), Tospoviridae (Orthotospovirus), comprennent aussi des espèces de virus des animaux.
Plusieurs genres de virus des végétaux ne sont pas encore, selon les dispositions de l'ICTV, rattachés à une famille (non classés).

## Liste des genres classés par familles
Selon ICTV. 
| Groupe                 | Famille           | Sous-famille    | Genre | Génome                                 | Enveloppe virale | Symétrie / Forme                       |
| ---------------------- | ----------------- | --------------- | --- | -------------------------------------- | ---------------- | -------------------------------------- |
| Royaume : Riboviria    |                   |                 | |                                        |                  |                                        |
| IV                     | Alphaflexiviridae |                 | Allexivirus, Lolavirus, Mandarivirus, Platypuvirus, Potexvirus, | ss(+)RNA                               | absente          | en hélice, filamenteux                 |
| III                    | Amalgaviridae     |                 | Amalgavirus | dsRNA                                  | absente          |                                        |
| V                      | Aspiviridae       |                 | Ophiovirus | ss(-)RNA, segmenté (3-4)               | absente          | en hélice, filamenteux                 |
| IV                     | Benyviridae       |                 | Benyvirus | ss(+)RNA, segmenté (4-5)               | absente          | en hélice, en bâtonnet                 |
| IV                     | Betaflexiviridae  | Quinvirinae     | Carlavirus, Foveavirus, Robigovirus | ss(+)RNA                               | absente          | en hélice, filamenteux                 |
| IV                     | Betaflexiviridae  | Trivirinae      | Capillovirus, Chordovirus, Citrivirus, Divavirus, Prunevirus, Ravavirus, Tepovirus, Trichovirus, Vitivirus, Wamavirus                                                                                                | ss(+)RNA                               | absente          | en hélice, filamenteux                 |
| IV                     | Botourmiaviridae  |                 | Ourmiavirus | ss(+)RNA, segmenté (3)                 | absente          | icosaédrique, bacilliforme             |
| IV                     | Bromoviridae      |                 | Alfamovirus, Anulavirus, Bromovirus, Cucumovirus, Ilarvirus, Oleavirus | ss(+)RNA, segmenté (3)                 | absente          | icosaédrique, sphérique à bacilliforme |
| VII                    | Caulimoviridae    |                 | Badnavirus, Caulimovirus, Cavemovirus, Dioscovirus, Petuvirus, Rosadnavirus, Solendovirus Soymovirus, Tungrovirus, Vaccinivirus                                                                                      | dsDNA (RT), circulaire                 | absente          | icosaédrique, bacilliforme             |
| III                    | Chrysoviridae     |                 | Alphachrysovirus | ds(+)RNA, linéaire, segmenté (3-4)     | absente          | icosaédrique                           |
| IV                     | Closteroviridae   |                 | Ampelovirus, Closterovirus, Crinivirus, Velarivirus | ss(+)RNA, linéaire                     | absente          | en hélice, filamenteux                 |
| IV                     | Endornaviridae    |                 | Alphaendornavirus | dsRNA(+), linéaire                     | –                | –                                      |
| V                      | Fimoviridae       |                 | Emaravirus | ss(-)RNA, segmenté (2)                 | absente          | en hélice, en bâtonnet                 |
| IV                     | Kitaviridae       |                 | Blunervirus, Cilevirus, Higrevirus | ssRNA(+), linéaire                     | –                | –                                      |
| IV                     | Mayoviridae       |                 | Idaeovirus, Pteridovirus | ssRNA(+), linéaire                     | –                | –                                      |
| VI                     | Metaviridae       |                 | Metavirus | ssRNA-RT                               | –                | –                                      |
| III                    | Partitiviridae    |                 | Alphapartitivirus, Betapartitivirus, Deltapartitivirus | dsRNA, segmenté (2)                    | absente          | icosaédrique, sphérique                |
| V                      | Phenuiviridae     |                 | Coguvirus, Rubodvirus, Tenuivirus | ss(+/-)RNA et (-)RNA, segmenté (4-6)   | absente          | filamenteux                            |
| IV                     | Potyviridae       |                 | Arepavirus, Bevemovirus, Brambyvirus, Bymovirus, Celavirus, Ipomovirus, Macluravirus, Poacevirus, Potyvirus, Roymovirus, Rymovirus, Tritimovirus                                                                     | ss(+)RNA, linéaire                     | absente          | en hélice, filamenteux                 |
| VI                     | Pseudoviridae     |                 | Pseudovirus, Sirevirus | ssRNA (RT)                             | –                | icosaédrique, sphérique                |
| III                    | Reoviridae        | Sedoreovirinae  | Phytoreovirus | dsRNA, segmenté (10-12)                | absente          | icosaédrique, sphérique                |
| III                    | Reoviridae        | Spinareovirinae | Fijivirus, Oryzavirus | dsRNA, segmenté (10-12)                | absente          | icosaédrique, sphérique                |
| V                      | Rhabdoviridae     |                 | Alphanucleorhabdovirus, Betanucleorhabdovirus, Cytorhabdovirus, Dichorhavirus, Gammanucleorhabdovirus, Varicosavirus                                                                                                 | ss(-)RNA, linéaire                     | présente         | en hélice, bacilliforme                |
| IV                     | Secoviridae       |                 | Cheravirus, Sadwavirus, Sequivirus, Torradovirus, Waikavirus | ss(+)RNA, linéaire                     | absente          | icosaédrique, sphérique                |
| IV                     | Secoviridae       | Comovirinae     | Comovirus, Fabavirus, Nepovirus | ss(+)RNA, linéaire                     | absente          | icosaédrique, sphérique                |
| IV                     | Solemoviridae     |                 | Polemovirus, Sobemovirus, Polerovirus, Enamovirus | ss(+)RNA, linéaire                     | absente          | icosaédrique, sphérique                |
| IV                     | Tombusviridae     | Calvusvirinae   | Umbravirus | ss(+)RNA, linéaire                     | absente          | icosaédrique, sphérique                |
| IV                     | Tombusviridae     | Procedovirinae  | Alphacarmovirus, Alphanecrovirus, Aureusvirus, Avenavirus, Betacarmovirus, Betanecrovirus, Gallantivirus, Gammacarmovirus, Macanavirus, Machlomovirus, Panicovirus, Pelarspovirus, Tombusvirus, Zeavirus, Luteovirus | ss(+)RNA, linéaire                     | absente          | icosaédrique, sphérique                |
| IV                     | Tombusviridae     | Regressovirinae | Dianthovirus | ss(+)RNA, linéaire                     | absente          | icosaédrique, sphérique                |
| V                      | Tospoviridae      |                 | Orthotospovirus | ss(-/+)RNA et (-)RNA, segmenté (3)     | présente         | icosaédrique, sphérique                |
| IV                     | Tymoviridae       |                 | Tymovirus, Marafivirus, Maculavirus | ss(+)RNA, linéaire                     | absente          | icosaédrique, sphérique                |
| IV                     | Virgaviridae      |                 | Furovirus, Goravirus, Hordeivirus, Pomovirus, Pecluvirus, Tobamovirus, Tobravirus | ss(+)RNA, segmenté (3)                 | absente          | en hélice, en bâtonnet                 |
| IV                     | Incertae sedis    |                 | Albetovirus | ss(+)RNA, linéaire                     | absente          | en hélice, en bâtonnet                 |
| IV                     | Incertae sedis    |                 | Aumaivirus | ss(+)RNA, linéaire                     | absente          | en hélice, en bâtonnet                 |
| IV                     | Incertae sedis    |                 | Papanivirus | ss(+)RNA, linéaire                     | absente          | en hélice, en bâtonnet                 |
| IV                     | Incertae sedis    |                 | Virtovirus | ss(+)RNA, linéaire                     | absente          | en hélice, en bâtonnet                 |
| Royaume : Monodnaviria |                   |                 | |                                        |                  |                                        |
| II                     | Geminiviridae     |                 | Becurtovirus, Begomovirus, Capulavirus, Curtovirus, Eragrovirus, Grablovirus, Mastrevirus, Topocuvirus, Turncurtovirus                                                                                               | ss(+/-)DNA, circulaire, segmenté (1-2) | absente          | icosaédrique, sphérique                |
| II                     | Genomoviridae     |                 | Gemycircularvirus | ss(+)DNA                               | absente          | icosaédrique, sphérique                |
| II                     | Nanoviridae       |                 | Nanovirus, Babuvirus | ss(+)DNA, circulaire, segmenté (6-9)   | absente          | icosaédrique, sphérique                |
| Viroïdes               |                   |                 | |                                        |                  |                                        |
| Viroïdes               | Avsunviroidae     |                 | Avsunviroid, Elaviroid, Pelamoviroid | ssRNA                                  | absente          |                                        |
| Viroïdes               | Pospiviroidae     |                 | Apscaviroid, Cocadviroid, Coleviroid, Hostuviroid, Pospiviroid | ssRNA                                  | absente          |                                        |

## Sources
- (en) C. M. Fauquet, M. A. Mayo et al., Eighth Report of the International Committee on Taxonomy of Viruses, Londres, San Diego, Elsevier academic press, 2005, 1259 p. (ISBN 0-12-249951-4).
- (en) Sondra D. Lazarowitz, « Plant Viruses », dans David M. Knipe, Peter M. Howley (eds.-in-chief), Fields’ Virology, t. 2, Philadelphie, 2007, 5e éd. (ISBN 0-7817-6060-7), p. 641-705.
- (de) Gerhart Drews, Günter Adam et Cornelia Heinze, Molekulare Pflanzenvirologie, Berlin, 2004, 262 p. (ISBN 3-540-00661-3).